# 劉思希
劉思希（英語：Lisa Lau See Hei，1985年9月22日—），原名劉雅儀，香港女演員、節目主持及商人，曾為《2011年度香港小姐競選》參賽佳麗，現為無綫電視基本藝人合約藝員。

## 背景
劉思希有一胞弟，曾就讀嘉諾撒聖心英文中學（1998至2004年），後來分別赴美國西北大學及林肯大學修讀行政管理和工商管理雙碩士課程，在校期間（2006年9月）除當補習老師外，也跟幾個同學開設活動策劃公司「Fame PR & Marketing Co.」，擔任市場總監一職。她畢業後為了擴大公司規模，主動找永利澳門創辦人史提芬·艾倫·永利談生意，最終洽取一份包辦旗下賭場大型活動的三年合約；2009年便參與《2009年中華小姐環球大賽》，進入決賽12強，並獲得「友誼小姐」獎項。另外，她亦曾參選《2011年度香港小姐競選》，因長相貌似前無綫電視女藝員廖安麗而獲傳媒稱為「年輕版廖安麗」，之後則签約無綫電視，曾於2011至2012年擔任TVB娛樂新聞台主播。
2014年，劉思希在該台電視劇《忠奸人》中首次擔任戲份較重的角色「杜綽姿（Gillian）」，是無綫電視監製王心慰常用演員之一；2016年又於劇集《巨輪II》內飾演「郭凱琳（琳琳）」一角。2017年，她參演《迷》裡來自內地的醜女「肖小紅」，得到不少網民好評及支持；同年9月成為 Bio Genesis 合夥人。2018年，她獲曾勵珍賞識而加入處境劇《愛·回家之開心速遞》，同年在永利澳門高層推薦下，自費137萬港元修讀由香港科技大學和西北大學凱洛格商學院合辧，為期18個月的行政工商管理碩士課程，最終在德國以8優成績榮譽畢業。
2019年，劉思希參演《丫鬟大聯盟》中霍家公主「霍燕貞」一角，演技再次獲網民讚賞；同年主力參與其公司轄下兩個投資項目（江西農產品及德國幹細胞再生醫療）。另外，她擅長打高爾夫球和擁有國際葡萄酒品酒三級資格；2019年入讀凱洛格－科大行政工商管理碩士課程期間，獲傳媒稱為「圈中最強學霸」卻被林作質疑「高學歷」標籤被濫用。2021年，她於2017年拍攝《愛·回家之開心速遞》期間結識和得知甘草演員夏玉麟患癌，遂義助眾籌以便治療，亦有關注其生活起居；同年12月由經理人合約轉簽基本藝人合約。

## 演出作品

### 電視劇（無綫電視）
| 首播         | 劇名              | 角色              |
| 2013年       | 戀愛季節          | 中學生            |
| 2013年       | 巨輪              | 郭凱琳            |
| 2014年       | 忠奸人            | 杜綽姿（Gillian） |
| 2016年       | 巨輪II            | 郭凱琳            |
| 2017年       | 迷                | 肖小紅            |
| 2017至2020年 | 愛·回家之開心速遞 | 楊 洋（Susan）    |
| 2018年       | 逆緣              | 湯澤漩            |
| 2019年       | 丫鬟大聯盟        | 霍燕貞            |
| 2020年       | 黃金有罪          | 小 惠             |
| 2021年       | 失憶24小時        | 蒙小豆            |
| 2021年       | 我家無難事        | 田羽冰            |

### 綜藝節目（無綫電視）
| 首播   | 節目名                          | 備註                  |
| 2011年 | 澳門慶回歸拉丁城區幻彩大巡遊    | 主持                  |
| 2011年 | 娛樂新聞報導                    | 主播（TVB娛樂新聞台） |
| 2012年 | 澳門足跡 （页面存档备份，存于） | 主持                  |
| 2012年 | 澳門慶回歸拉丁城區幻彩大巡遊    | 主持                  |
| 2014年 | 姊妹淘                          | 第四輯 第77、79集嘉賓 |
| 2014年 | 今日VIP                         | 7月21日、10月14日嘉賓 |
| 2019年 | Park YOHO 週末速遞              | 演出第4集（飾演 希）  |

### 廣告
| 年份   | 產品            |
| 2012年 | JEE 金瑞典 電器 |

## 外部連結
- 劉思希的新浪微博
- 劉思希的Facebook專頁
- 劉思希的Instagram帳戶